# Malila: The Farewell Flower
Malila: The Farewell Flower (มะลิลา; RTGS: Malila) é um filme de drama tailandês de 2017 dirigido por Anucha Boonyawatana. O filme estreou no Festival Internacional de Cinema de Busan, onde ganhou o Kim Jiseok Award. Foi selecionado como o representante tailandês para Melhor Filme Internacional no Oscar 2019, mas não foi indicado.

## Elenco
- Sukollawat Kanaros como Shane
- Sumret Muengput como Monk
- Anuchit Sapanpong como Pitch

## Prêmios e indicações
| Associações                                  | Categoria                                     | Nomeações                   | Resultado |
| -------------------------------------------- | --------------------------------------------- | --------------------------- | --------- |
| 22nd Busan International Film Festival       | Kim Jiseok Award                              | Malila: The Farewell Flower | Venceu    |
| 41st Hong Kong Asian Film Festival           | New Talent Award                              | Malila: The Farewell Flower | Indicado  |
| 2017 Taipei Golden Horse Film Festival       | NETPAC Award                                  | Malila: The Farewell Flower | Venceu    |
| 28th Singapore International Film Festival   | Silver Screen Award                           | Malila: The Farewell Flower | Indicado  |
| 28th Singapore International Film Festival   | Melhor Diretor                                | Anucha Boonyawatana         | Venceu    |
| 22nd International Film Festival of Kerala   | Suvarna Chakoram de Melhor Filme              | Malila: The Farewell Flower | Indicado  |
| 22nd International Film Festival of Kerala   | Rajatha Chakoram de Melhor Diretor            | Anucha Boonyawatana         | Venceu    |
| 2018 Gothenburg Film Festival                | Ingmar Bergman Award de Estreia Internacional | Malila: The Farewell Flower | Indicado  |
| 12th Asian Film Awards                       | Melhor Ator                                   | Sukollawat Kanaros          | Indicado  |
| 12th Asian Film Awards                       | Melhor Novo Diretor                           | Anucha Boonyawatana         | Indicado  |
| 2018 Outfest Los Angeles LGBTQ Film Festival | Realização Artística Extraordinária           | Malila: The Farewell Flower | Venceu    |